# Europa Universalis (computerspel)
Europa Universalis is een computerspel ontwikkeld door Paradox Development Studio en uitgegeven door Strategy First op 14 maart 2000. Het spel is gebaseerd op het Franse bordspel Europa Universalis, ontwikkeld door Philippe Thibault. De hoofdprogrammeur voor dit spel is Johan Andersson.
In het spel kan de speler een van zeven grote naties besturen tussen de jaren 1492 en 1792. De speler bestuurt het land door middel van militaire middelen, diplomatiek en kolonisatie. Het spel speelt zich af op een kaart ter grootte van ongeveer 1500 provincies en is realtime.
Het spel werd uiteindelijk opgevolgd door Europa Universalis II, Europa Universalis III, Europa Universalis: Rome en Europa Universalis IV.